# Lakinsk
Lakinsk (russisch Лакинск) ist eine Stadt in der Oblast Wladimir (Russland) mit 15.715 Einwohnern (Stand 14. Oktober 2010).

## Geografie
Die Stadt liegt etwa 30 km südwestlich der Oblasthauptstadt Wladimir links der Kljasma, eines linken Nebenflusses der in die Wolga mündenden Oka.
Lakinsk gehört zum Rajon Sobinka und liegt nur etwa vier Kilometer südlich von dessen Verwaltungszentrum, der jenseits der Kljasma gelegenen Stadt Sobinka.

## Geschichte
Im Gebiet der heutigen Stadt ist seit dem Ende des 15. Jahrhunderts das Dorf Undol bekannt. Im 18. Jahrhundert befand sich hier das Landgut der Familie Suworow, auf welchem der spätere Generalissimus Alexander Suworow von 1784 bis 1786 lebte.
1869 wurde eine Weberei gegründet. Nach der Oktoberrevolution von 1917 wurde die Fabrik nach dem hier ermordeten bolschewistischen Parteifunktionär Michail Lakin (1876–1905) benannt, und die zugehörige Arbeitersiedlung dementsprechend Lakinski.
1927 erhielt der Ort den Status einer Siedlung städtischen Typs und 1969 unter dem heutigen Namen das Stadtrecht.

### Bevölkerungsentwicklung
| Jahr | Einwohner |
| ---- | --------- |
| 1939 | 7.216     |
| 1959 | 9.844     |
| 1970 | 15.077    |
| 1979 | 17.493    |
| 1989 | 18.918    |
| 2002 | 17.086    |
| 2010 | 15.715    |

Anmerkung: Volkszählungsdaten

## Kultur und Sehenswürdigkeiten

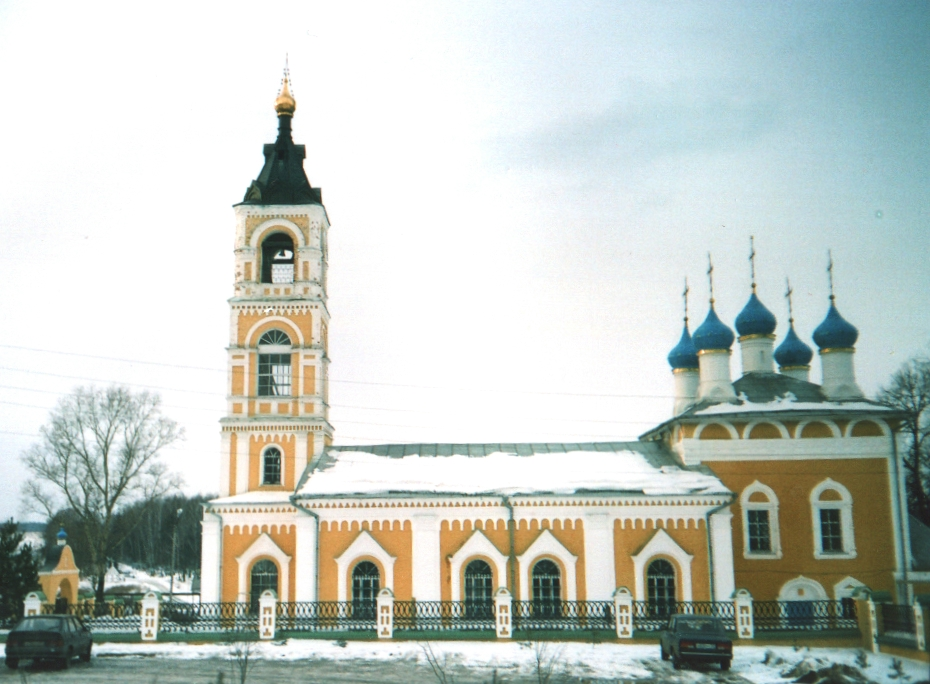
Kasaner Kirche

In Lakinsk ist die Kirche der Ikone der Gottesmutter von Kasan, kurz Kasaner Kirche (Казанская церковь/Kasanskaja zerkow) vom Ende des 17. Jahrhunderts erhalten.

## Wirtschaft und Infrastruktur
In der Stadt gibt es Betriebe der Textil- (Lakinskaja manufaktura), Möbel- und Lebensmittelindustrie (u. a. Großmolkerei Lakinskoje moloko).
Die Stadt liegt an der 1862 eröffneten Eisenbahnstrecke Moskau–Nischni Nowgorod (Station Undol; Streckenkilometer 161), auf der heute ein Großteil der Züge der Transsibirischen Eisenbahn auf ihrem Westteil ab Moskau verkehrt. Durch Lakinsk führt auch die Fernstraße M7 Moskau–Nischni Nowgorod–Kasan–Ufa (Teil der Europastraße 22). 